# حمله سری
حمله سری (انگلیسی: The Secret Invasion) یک فیلم جنگی به کارگردانی راجر کورمن است که در سال ۱۹۶۴ منتشر شد.

## بازیگران
- استوارت گرانجر
- راف والون
- میکی رونی
- هنری سیلوا
- ویلیام کمبل
- اشپلا رُزین
- انتسو فی‌یرمونته
- هلموت اشنایدر
- گیلیو مارچتی
- فورتوناتو آرنا